# Боулус (город, Миннесота)
Боулус (англ. Bowlus) — город в округе Моррисон, штат Миннесота, США. На площади 3,2 км² (3,2 км² — суша, водоёмов нет), согласно переписи 2002 года, проживают 260 человек. Плотность населения составляет 80,4 чел./км².
- Телефонный код города — 320
- Почтовый индекс — 56314
- FIPS-код города — 27-07066[1]
- GNIS-идентификатор — 0640404[2]